# 小行星7613
小行星7613（英語：7613 ʻAkikiki）是一颗围绕太阳公转的小行星。1996年2月16日，近地小行星追踪在茂宜岛发现了此天体。
这颗小行星的绝对星等为15.47109114704308等。